# ドミトリー・ヴィノグラードフ
ドミトリー・アンドレーヴィチ・ヴィノグラードフ（ロシア語: Дмитрий Андреевич Виноградов、1983年8月20日 - ）は、ロシアの犯罪者。
2012年11月7日、4年間務めた勤務先で7人の同僚に2丁の銃を乱射して6人を殺害し、一人に重傷を負わせた。彼はその場で逮捕された。
裁判では心神喪失の是非が争われたが、2013年9月9日に有罪判決が下り、終身刑を宣告された。